# Domainpopularität
Domainpopularität (englisch Domain Popularity), kurz Domain Pop oder DomainPop, ist ein Begriff in der Suchmaschinenoptimierung und beschreibt die Anzahl der externen Verweise von verschiedenen Domains auf eine bestimmte Domain. Die Domainpopularität gilt als Indikator für die Linkpopularität einer Seite und ist einer der Faktoren in der Offpage-Optimierung. Hierbei wird nicht die Qualität der verlinkenden Seiten betrachtet, sondern die reine Anzahl der Links verschiedener Domains. Erhält eine Seite mehrere Links von einer einzigen Domain, liegt die Domainpopularität bei 1.

## Bedeutung in der Suchmaschinenoptimierung
In seiner ursprünglichen Version von Google hing die Ranking-Bewertung einer Seite an der Anzahl der Backlinks. Je mehr eine Seite verlinkt wurde, umso höher war die Gewichtung der Seite in den Rankings. Doch mit dem Missbrauch des künstlichen Pushens einer Seite durch Blackhat-SEO mit Maßnahmen wie Linktausch und Linkkauf verlor die Domain Pop an Bedeutung. Neben der Anzahl der Verweise werden inzwischen andere Metriken wie die Anzahl der Rankings, die Vertrauenswürdigkeit der Seite und das Alter der Seite stärker in den Fokus gerückt.

## Anwendungsbereich der Domainpopularität
Die Domainpopularität wird vor allem im Bereich Linkaufbau analysiert. Je stärker eine Seite dabei von verschiedenen qualitativ hochwertigen Seiten verlinkt wird, umso höher ist der Einfluss auf das Ranking in den organischen Suchergebnissen.